# Kabinett Van Zuylen van Nijevelt/Van Heemstra
Das Kabinett Van Zuylen van Nijevelt/Van Heemstra war das achte Kabinett der Niederlande. Es bestand vom 14. März 1861 bis zum 1. Februar 1862.

## Zusammensetzung
| Amt                                      | Amtsinhaber                                                       | Bemerkungen                                |
| ---------------------------------------- | ----------------------------------------------------------------- | ------------------------------------------ |
| Ministerpräsident                        | Jacob van Zuylen van Nijevelt Schelto van Heemstra                |                                            |
| Auswärtiges                              | Jacob van Zuylen van Nijevelt Martin Pascal Hubert Strens (komm.) | bis 10. November 1861 ab 10. November 1861 |
| Justiz                                   | Michel Henry Godefroi                                             |                                            |
| Inneres                                  | Schelto van Heemstra                                              |                                            |
| Finanzen                                 | Jacob George Hieronymus van Tets van Goudriaan                    |                                            |
| Krieg                                    | Eduard August Otto de Casembroot                                  |                                            |
| Marine                                   | Willem Johan Cornelis Huyssen van Kattendijke                     |                                            |
| Kolonien                                 | James Loudon                                                      |                                            |
| Angelegenheiten der Katholischen Kirche  | Martin Pascal Hubert Strens                                       |                                            |
| Angelegenheiten der Reformierten Kirchen | Jolle Albertus Jolles                                             |                                            |